# Naturrealismus
Naturrealismus in der Kartografie ist die naturähnliche Darstellung der Erdoberfläche mittels geeigneter Signaturen und befasst sich hauptsächlich mit der Darstellung der Vegetation. Aus Landkarten kennen wir Signaturen meist als generalisierte Abbilder ihrer realen Äquivalente, Aufriss- oder Aufsichtsignaturen. Trotz vielfältiger digitaler Möglichkeiten werden sie heute immer noch hauptsächlich mit dem aus der analogen Kartenherstellung bekannten Signaturenschatz dargestellt.
Schon sehr früh begann man mit gemalten und später auch fotografierten Bildern eine realistischere Darstellung zu erzeugen. Es entstanden Luftbildkarten. Diese sind jedoch nur in einem sehr großen Maßstab sinnvoll.
Da es dem Kartennutzer heute immer schwerer fällt, klassische Karten zu lesen, wird an der Generierung von naturrealistischen Kartensignaturen gearbeitet. Das abstrakte Denken und die Interpretation umfangreicher Legenden kann hier weitgehend entfallen; der Vergleich von Symbolen auf der Karte mit Objekten in der Landschaft wird erleichtert. Dies macht die Karten für einen wesentlich größeren Nutzerkreis interessant und die Zeit für das Kartenlesen kann entscheidend reduziert werden.
Luftbilder bzw. Orthofotos sind Momentaufnahmen und zeigen die Erdoberfläche zu einem bestimmten Zeitpunkt. Sie beinhalten eine zu hohe Informationsdichte und sind daher für Kartendarstellungen nur bedingt verwendbar. Wesentlich geeigneter ist eine geschickte Signaturierung der Erdoberfläche.

## Methoden
Drei verschiedene Generierungsverfahren können hier am Beispiel Wald unterschieden werden:
1. Aus Orthofotos werden geeignete Objekte für die einzelnen Signaturenarten extrahiert und durch Vervielfältigung zu sinnvollen Strukturen zusammengeführt. Die Bodenstruktur wird separat generiert und unter sämtliche Signaturen gelegt, um einen harmonischen Übergang zu erzeugen.
2. Geeignete Ansichten der jeweiligen Vegetation werden aus einem Orthofoto ausgeschnitten und mittels Bildverarbeitung so weit verbessert, dass die Signaturenart sehr gut zu erkennen und zu unterscheiden ist.
3. Die Signaturen werden vektoriell erstellt. Hierbei ist es möglich die Erkennungsmerkmale, die Wuchsform, der einzelnen Vegetationsarten speziell herauszuarbeiten.

Die Signaturen aus Methode 1 und 2 müssten weiter vereinfacht werden um vom Nutzer sofort erkannt und unterschieden werden zu können.
In Methode 1 ist nur anhand des Schattens eine genaue Aussage über die Baumart möglich.
Bei Methode 2 sind kleine Flächen nicht darstellbar, da der Einzelbaum nicht richtig zu unterscheiden ist. Hier kann es sich um Nadel-, Laubwald oder Buschwerk handeln.

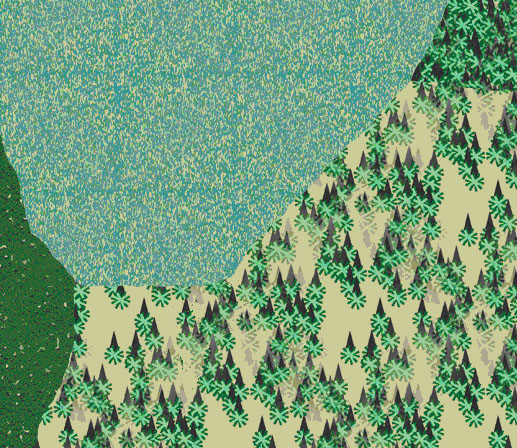
Vegetationsmix

Durch Methode 3 entstehen im Gegensatz dazu sehr abstrakte Signaturen. Diese sind für einen Naturrealismus wesentlich sinnvoller, da die Strukturen der Einzelbäume erkennbar bleiben. Die Erscheinungsform Nadelwald kommt sehr gut zur Geltung. Dies ist sehr wichtig, da die einzelnen Vegetationsarten oft auf großen Flächen vorkommen.
Im Zusammenspiel sind in der folgenden Darstellung vier verschiedene Vegetationsarten vertreten.

## Dreidimensionale Darstellung

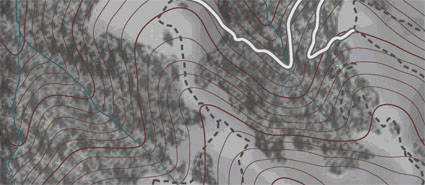
3-D-Darstellung

Heute werden auch schon Darstellungen in 3D erzeugt, um einen wesentlich plastischeren Eindruck des Geländes erzeugen zu können. Dabei wird die Parallelprojektion immer weiter an Bedeutung gewinnen, da sich hier Streckenlängen und Winkelmaße auf Anhieb sehr gut abschätzen lassen. Bei einer Parallelprojektion bleiben parallele Linien erhalten.